# 汉堡旧城
汉堡旧城（德語：Hamburg-Altstadt；德語發音：[altʃtat]）是德国汉堡中区的一个分区。
汉堡旧城是汉堡的发祥地，位于阿尔斯特河和易北河汇流处。其西北侧是阿尔斯特水道和内阿尔斯特湖，东侧是汉堡-阿尔托纳铁路和汉堡火车总站，南面是关税运河（Zollkanal）。
与汉堡旧城毗邻的是：汉堡新城、圣格奥格、Hammerbrook和汉堡港城。
汉堡五座主教教堂有三座位于汉堡旧城：汉堡圣雅各教堂、汉堡圣凯瑟琳教堂和汉堡圣彼得教堂；圣尼古拉教堂废墟也位于此处。

## 图集

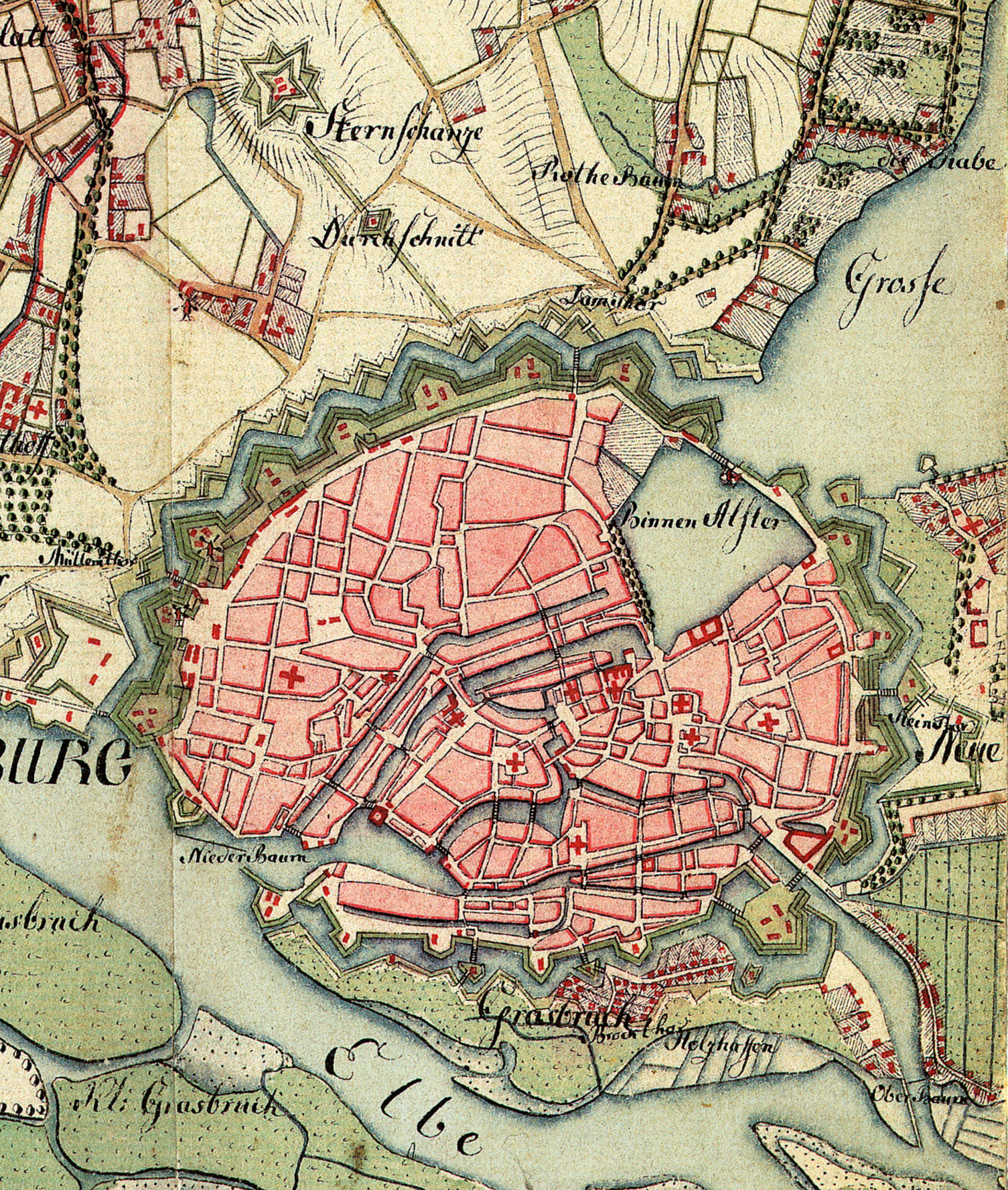
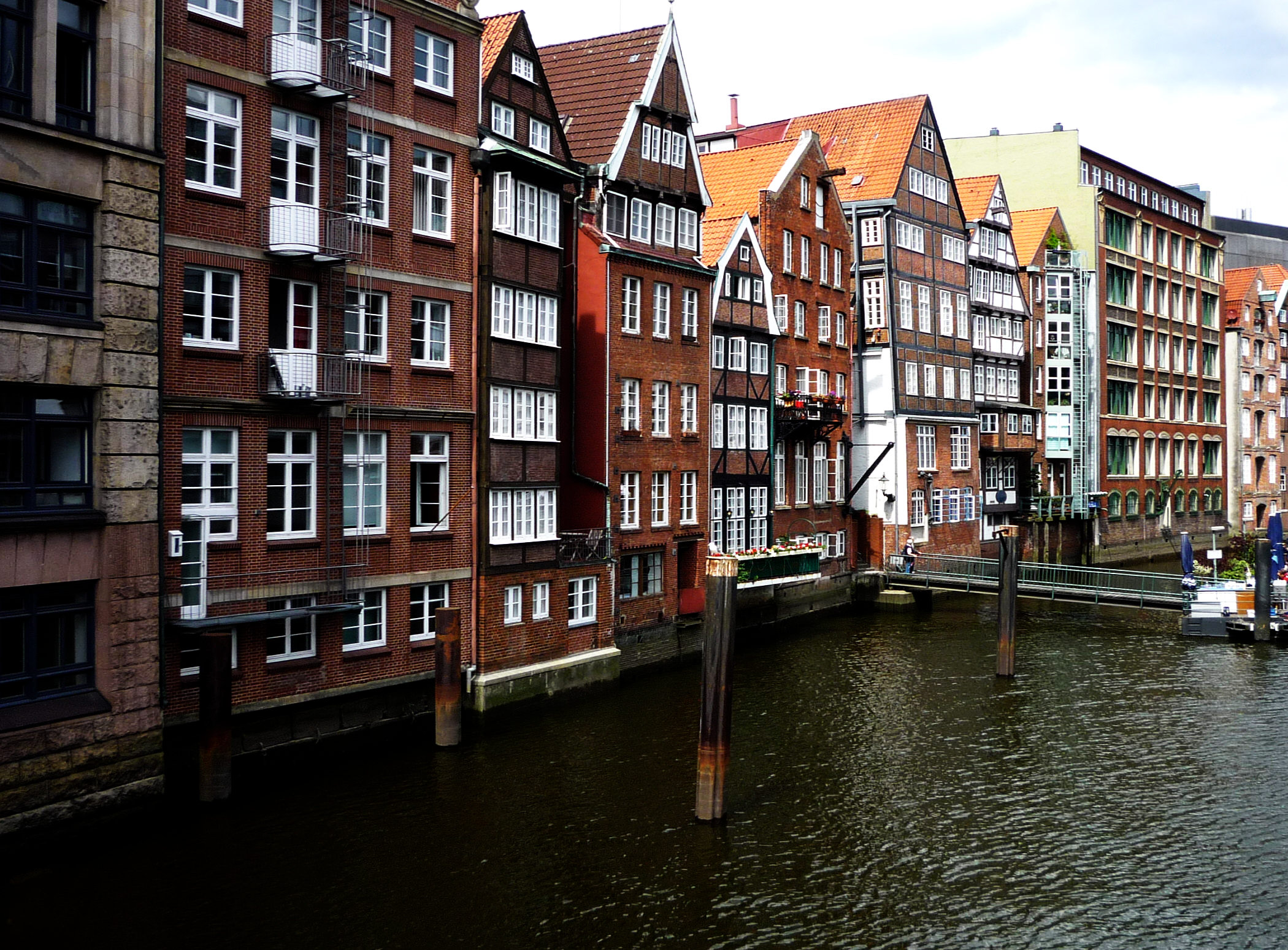
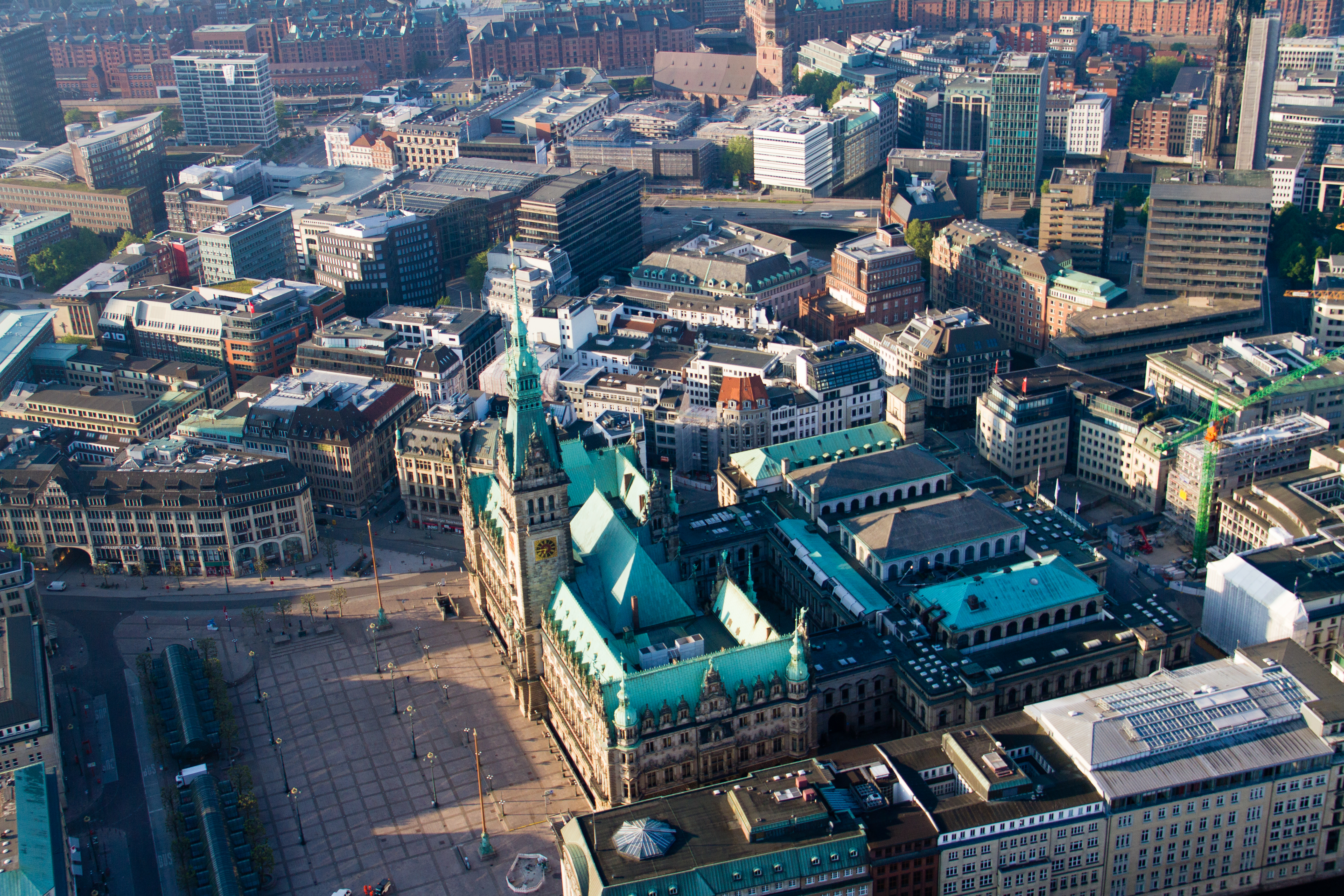
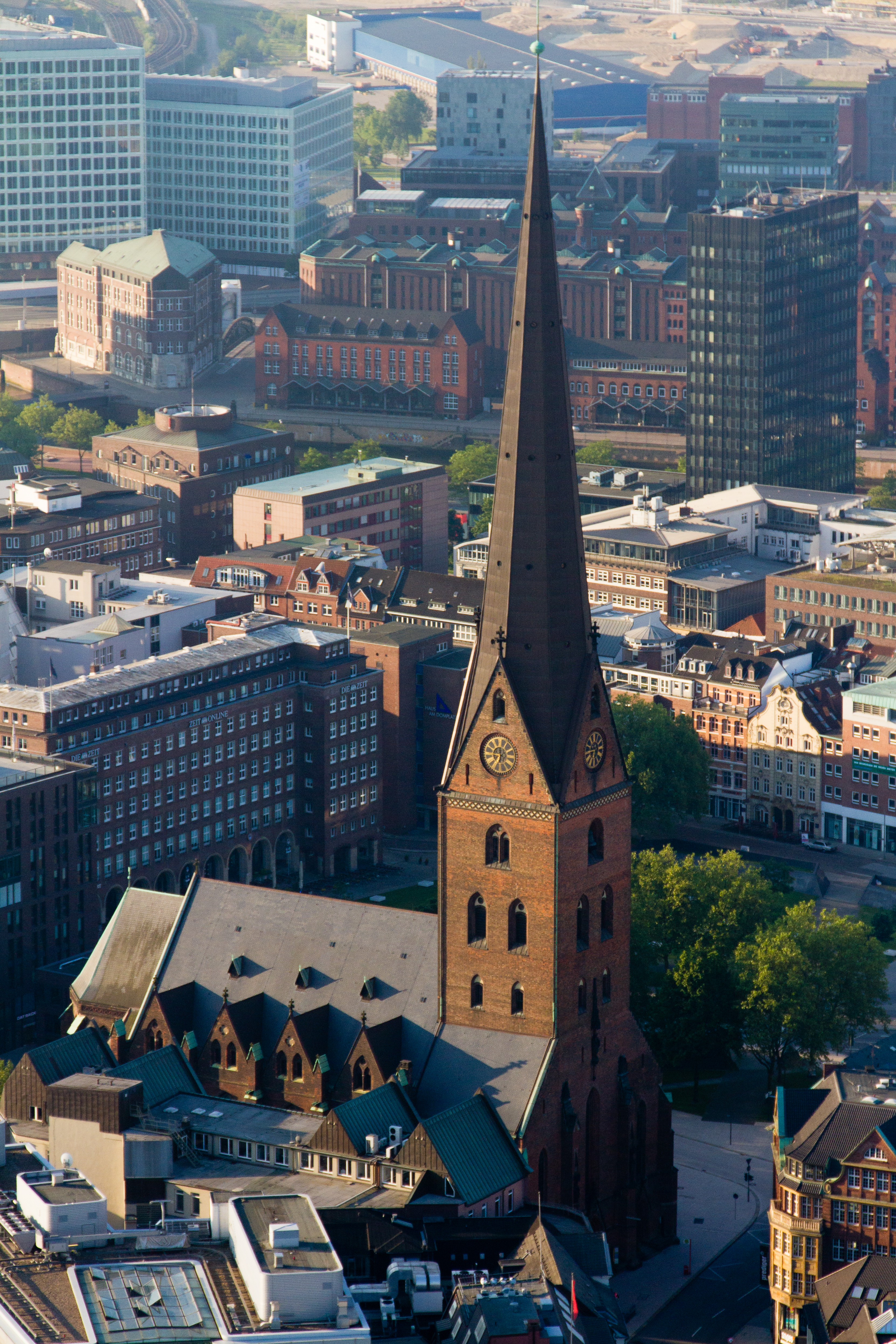
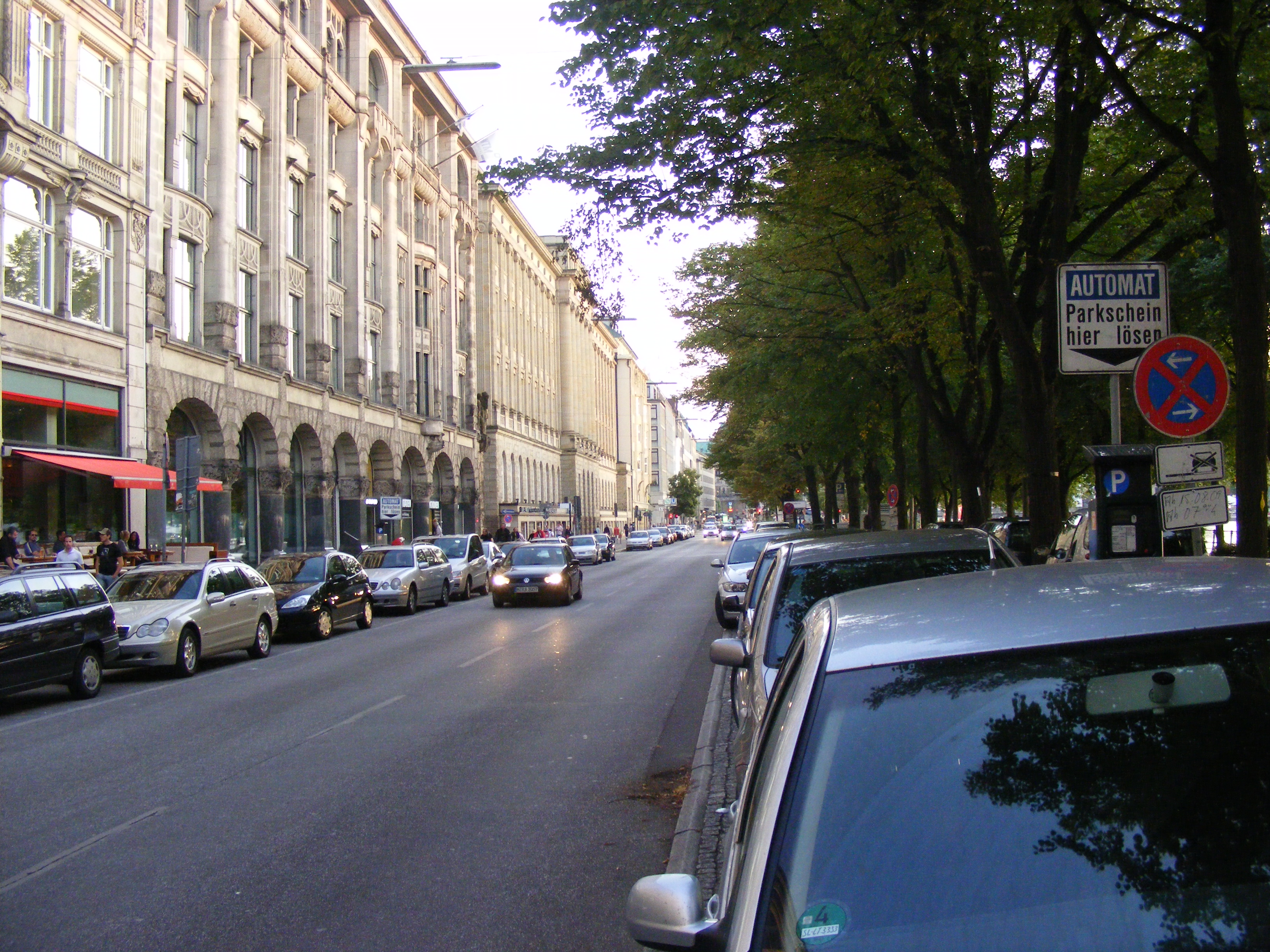
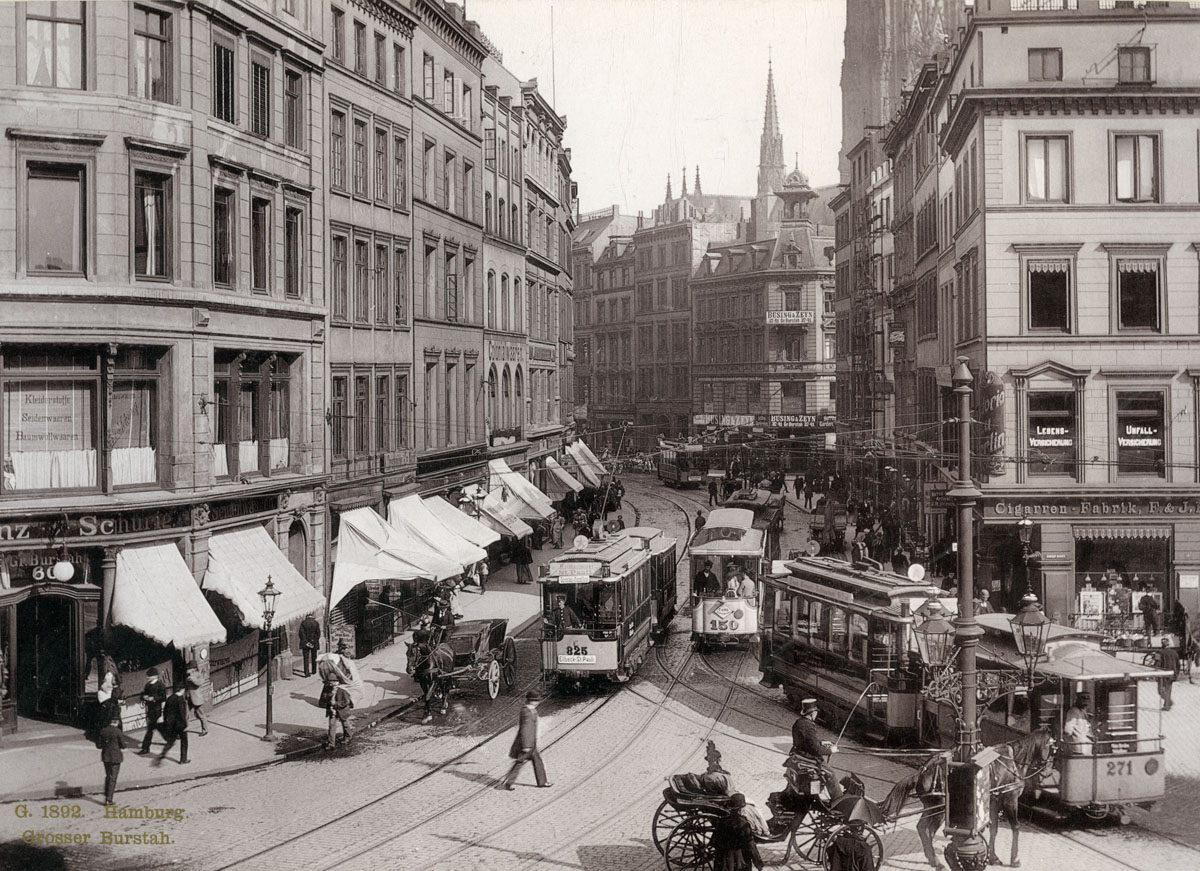
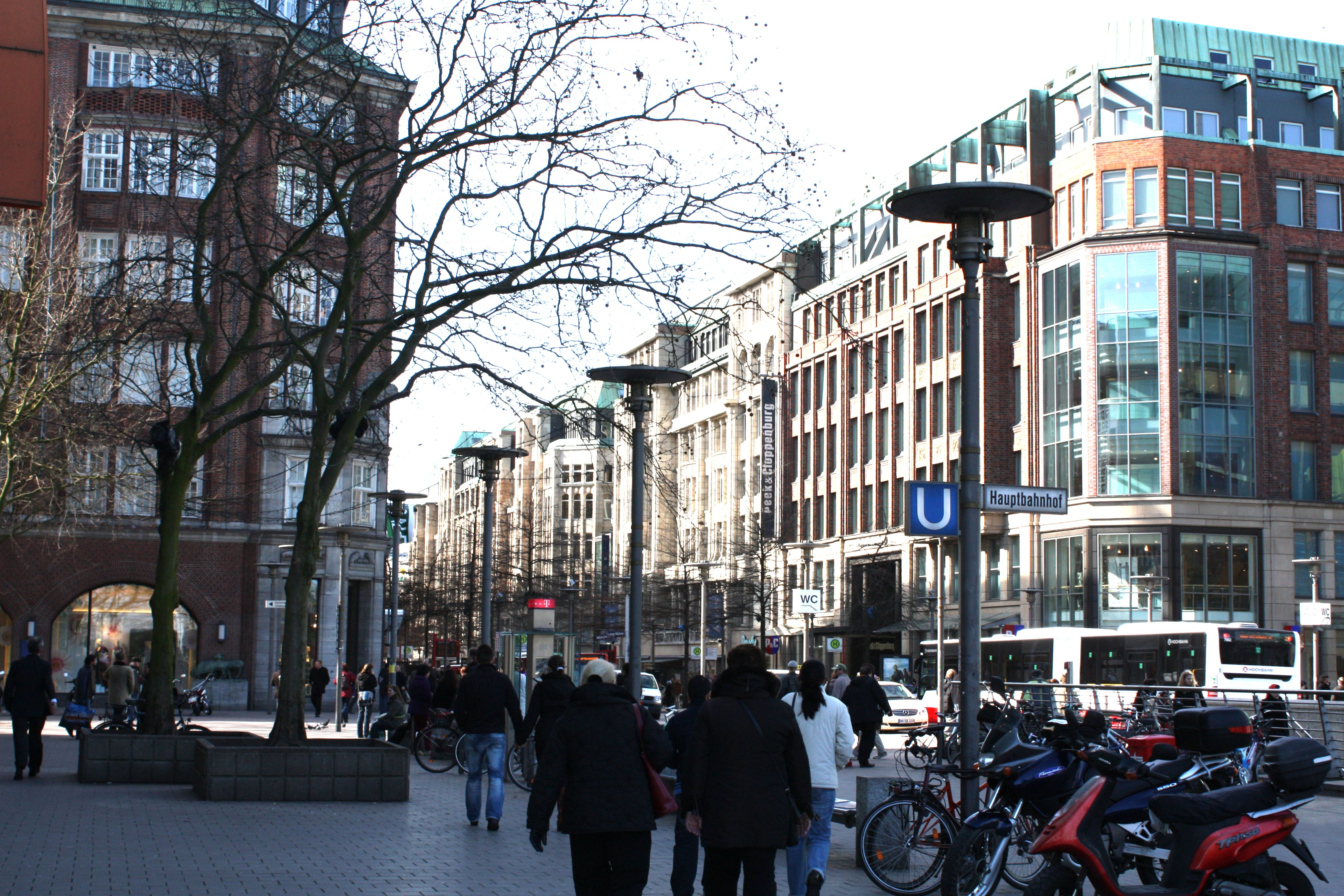
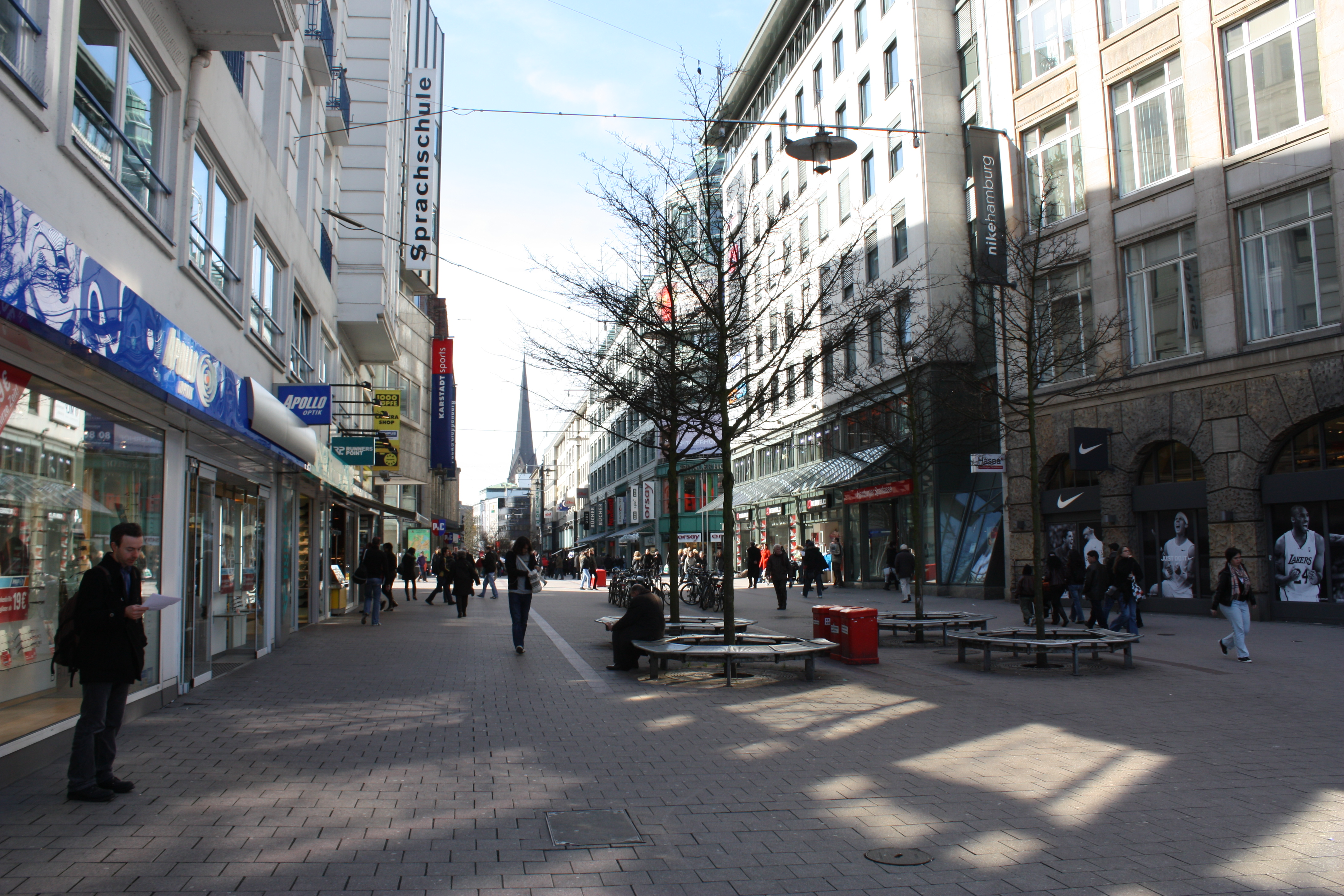
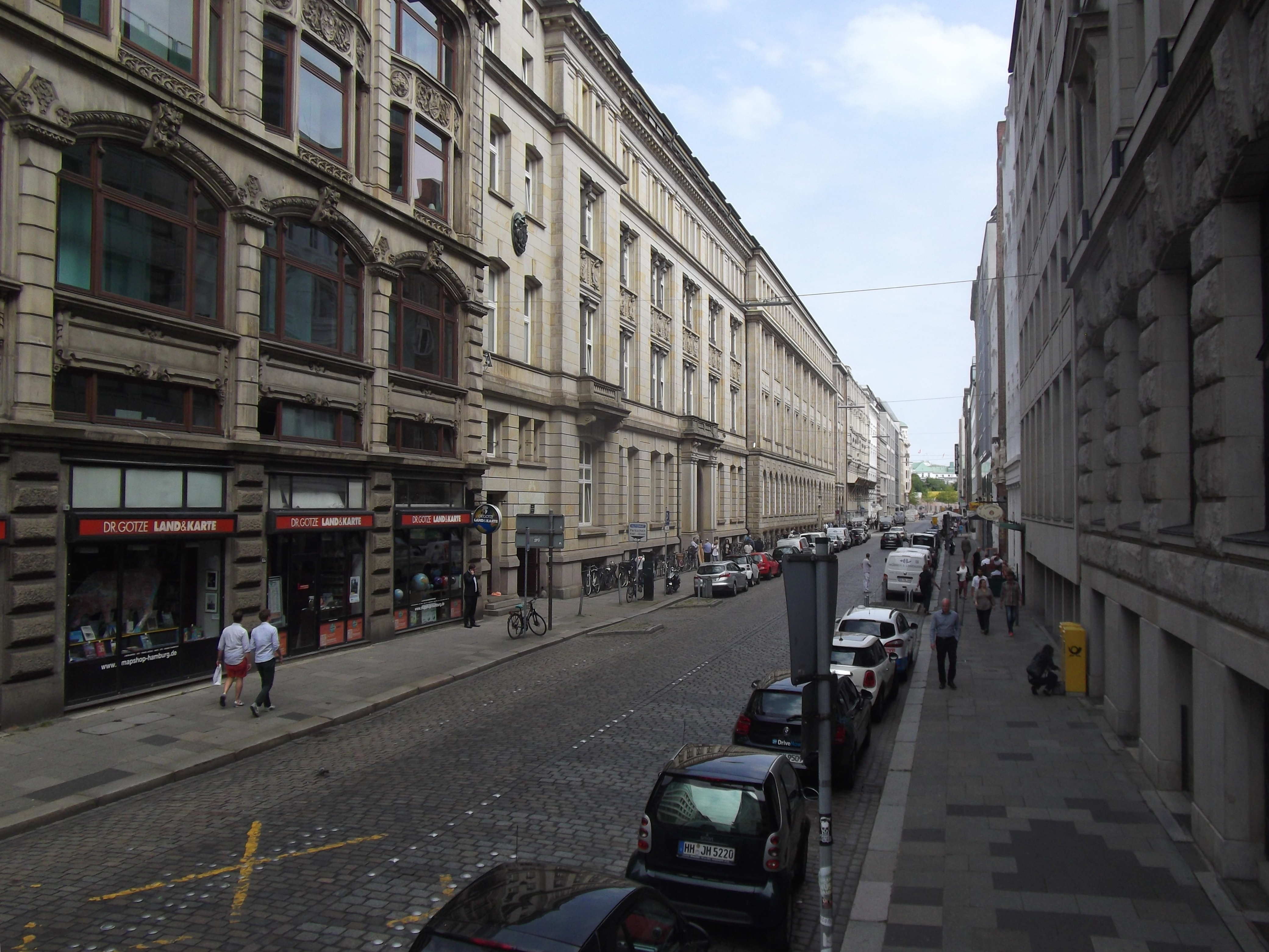

## 外部连接
- 官方网站
- Images （页面存档备份，存于） on bilderbuch-hamburg.de （德文）